# 春分礦物
春分礦物股份有限公司（英語：Equinox Minerals Limited，澳大利亞和多倫多證券交易所除牌時EQN），是一間總部設在澳洲及加拿大的銅開採公司，曾在贊比亞和沙地阿拉伯持有銅礦。
春分礦物股份有限公司於2011年3月提出以47億加元收購加拿大銅礦公司Lundin Mining。Lundin Mining曾於同年1月提出與加拿大礦業公司Inmet Mining合併，但最終交易失敗。
同年4月，五礦資源提出以現金63億加元全面收購春分礦物股份有限公司。但因巴里克黃金公司提出以77億加元收購，而被迫擱置。

## 外部連結
- Equinox Minerals公司網站 （页面存档备份，存于）